# Vicente Barbieri
Vicente Barbieri (* 31. August 1903 in Alberti, Gran Buenos Aires; † 10. September 1956 in Buenos Aires) war ein argentinischer Journalist und Schriftsteller. 
Barbieri stammte aus einfachen Verhältnissen. Bereits früh verdiente er sich seinen Lebensunterhalt als Landarbeiter. Später wurde er als Setzer in einer Druckerei angelernt und über diese Kontakte wurde er Journalist verschiedener kleinerer regionaler Zeitungen.
1955 berief man Barbieri zum Präsidenten der Sociedad Argentina de Escritores (SADE), dem Schriftstellerverband Argentiniens.
Zehn Tage nach seinem 53. Geburtstag starb Barbieri am 10. September 1956 an Tuberkulose in Buenos Aires und fand seine letzte Ruhestätte auf dem Städtischen Friedhof von Alberti.

## Werke (Auswahl)

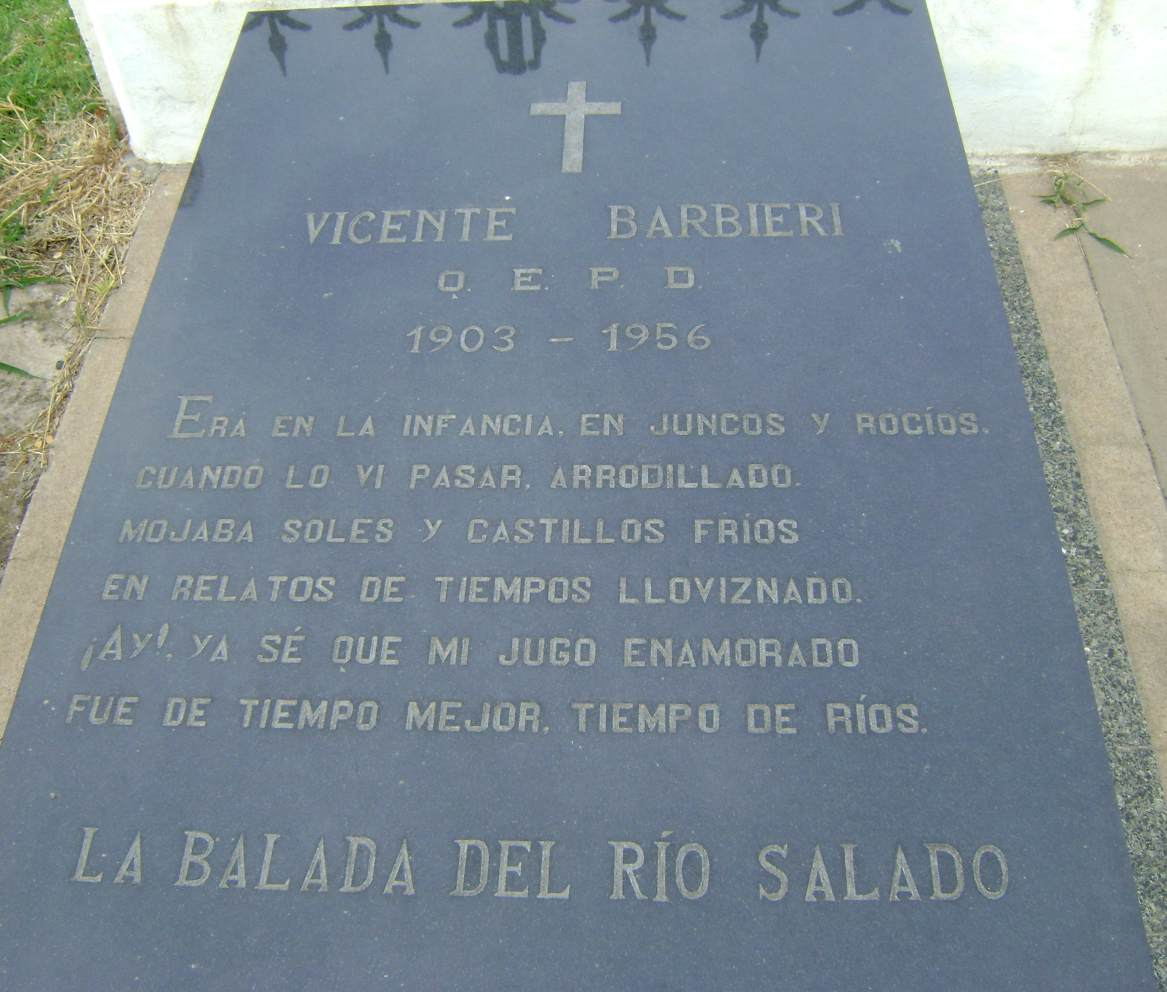
Grabstätte auf dem Städtischen Friedhof Alberti. Die Inschrift zeigt eine Strophe aus dem Gedicht La Balada del Río Salado

Lyrik
- Arbol total. 1940.
- El bosque persuasivo. 1941.
- Fábula de corazón. 1939.
- Nacarid Mary Glynor. 1939.

Prosa
- Desenlace de Endimión. 1951.
- El intruso. Novela. 1958.
- El río distante. 1945.